# Cararico
Cararico (460 circa – 510 circa) è stato un re franco, che regnò su Tongres. La fonte primaria sulle su vicende biografiche si deve a Gregorio di Tours.

## Biografia
Non si hanno notizie di Cararico prima del 486, quando Clodoveo gli chiese aiuto per la sua guerra contro Siagrio, ma Cararico preferì rimanere neutrale, in attesa del risultato, prima di scegliere la parte da sostenere. Al termine della vittoriosa campagna, Clodoveo si rivolse contro Cararico, lo intrappolò e catturò lui e suo figlio. Poi furono incarcerati e tonsurati: Cararico fu ordinato sacerdote e suo figlio diacono. I due rimasero segregati per oltre vent'anni.
Secondo Gregorio, quando Cararico si lamentò col figlio del loro disonore, il figlio rispose con un'osservazione, suggerendo di permettere ai loro capelli di crescere. Questa conversazione fu riferita a Clodoveo, che di conseguenza li fece uccidere e inglobò il loro regno con tutto il tesoro: ciò avvenne circa nel 510.
Lo storico Ian Wood nota che è sorprendente come Clodoveo abbia aspettato più di venti anni per eliminare definitivamente i suoi rivali come Cararico. Scrive infatti: "Clodoveo avrebbe dovuto sradicare l'opposizione franca al suo regno in precedenza". Tuttavia, il fatto che avesse voluto la tonsura per Cararico indica chiaramente che la conquista del regno di Cararico avvenne qualche tempo dopo la conversione di Clodoveo al cristianesimo, che secondo Wood risalirebbe poco dopo la vittoria di Clodoveo sugli Alemanni nel 496. Wood conclude: "Se la sequenza degli eventi di Gregorio è giusta, e non ci sono mezzi per verificare questa parte del suo resoconto, allora gli ultimi anni del regno di Clodoveo furono dedicati alla politica interna per rafforzare il potere dei Franchi".
A conferma di questa teoria, nello stesso tempo, sempre secondo Gregorio di Tours, Clodoveo spodestò altri re franchi, occupandone i territori, tra cui Ragnacaro, che aveva sostenuto Clodoveo contro Siagrio, e i suoi due fratelli. Inoltre, prima di deporre Cararico, Clodoveo era riuscito a convincere Cloderico ad uccidere il padre Sigiberto lo Zoppo, per poi farlo assassinare. Dopo tutti questi omicidi Gregorio ci dice che Clodoveo si lamentava di essere rimasto senza famiglia, il che implica che tra queste vittime c'erano parenti stretti.